# Vad nyomozók
A Vad nyomozók Roberto Bolaño chilei szerző 1998-as regénye.

## Történet
|  | Alább a cselekmény részletei következnek! |

A regény számtalan narrátor szemszögéből meséli el egy mexikói underground költőmozgalom, a zsigeri realizmus és két vezéralakjának, Arturo Belanonak és Ulises Limanak történetét 1975 és 1996 között. A zsigeri realizmus a 20-as évek Mexikójának avantgárd irodalmi irányzata után kapta a nevét vezetője, Cesárea Tinajero iránti tiszteletből. A két emblematikus költő és alkalmi drogüzér alakját magának a szerzőnek, Roberto Bolañonak (Belano) és barátjának, Mario Santiagonak (Lima) a mexikói költő alteregójának tekinthetjük. Történetük bő két évtizede végigvezet minket Mexikón, Nicaraguán, az Amerikai Egyesült Államokon, Franciaországon, Spanyolországon, Izraelen és Afrikán (a helyszínek többségén a csavargó életet élő szerző, Bolaño is megfordult).

## Szerkezet
A regény három fő részre oszlik. Az elsőben (11-137 oldal) egy tizennyolc éves költő, Juan García Madero naplójának szemszögéből ismerhetjük meg a mexikóvárosi fiatal zsigeri realisták világát az 1975-ös év utolsó hónapjaiban. A fiatal költő ekkor csatlakozik a mozgalomhoz, és az ő új barátai, illetve költőtársai lesznek a regény központi és egyben legterjedelmesebb részének szereplői. 
A középső részben (141-554 oldal) egy meg nem nevezett “riporter” követi nyomon a zsigeri realizmus, de legfőképpen is Ulises Lima és Arturo Belano nyomát a következő két évtizedben. Több mint 50 különféle “interjúalany” vagy “tanú” számol be hosszabb-rövidebb elbeszélésekben a zsigeri realistákhoz főződő valamilyen élményéről, kalandjáról. A beszámolók kronologikus sorrendben haladnak; Ulises Lima és Arturo Belano életének néhány momentumát sok elbeszélés több szemszögből is bemutatja, de vannak évek, amelyek pontos történéseit homály fedi. Míg a legtöbb narrátor csak egyszer bukkan fel, vannak olyanok, akik vissza-visszatérnek az évek múlásával, maguk a főszereplők azonban egyszer sem szólalnak meg. Az elbeszélésekben a két évtized számtalan drámája és eseménye elevenedik meg, íróik stílusa és vérmérséklete szerint. A tanúk között van mexikóvárosi homoszexuális költő, barcelonai testépítő nő, Octavio Paz titkárnője, De Sade márkit olvasó francia diáklány, értelmi fogyatékos osztrák neonáci, nyertes totó számokat “látó” barcelonai chilei emigráns, így nemcsak Lima és Belano életútját ismerhetjük meg rajtuk keresztül, hanem saját világukba is elkalauzolnak bennünket. 
Amadeo Salvatierra beszámolója különválik a többitől: az 1976 januári elbeszélés 12 részre osztva vissza-visszatér, félbeszakítva a beszámolók kronologikus folyását. Lima és Belano Salvatierra-nál egy egész éjszakát végigbeszélgetnek Cesáreo Tinajero iránt érdeklődve, akinek a személye mintegy elveszett mítoszként szövi át a regényt. 
A regény utolsó lapjain (555-609 oldal) ismét visszatérünk Madero naplójához, aki elmeséli, hogyan szöktek meg Arturo Belanoval, Ulisas Limaval és egy prostituálttal, Lupe-val Mexikóvárosból 1976 január elsején. Ettől fogva Lupe stricije üldözi őket, aki elől ők északnak, Sonora felé menekülnek egy kölcsönvett Impalával. Kényszerű utazásuk közben megpróbálják fellelni Cesárea Tinajero rég elveszett nyomát is.
|  | Itt a vége a cselekmény részletezésének! |

## Értékelés
A Vad nyomozókat Jorge Edwards Julio Cortázar Sántaiskolájához hasonlította, míg az El País kritikusa, Ignacio Echevarria szerint ez az a regény, amit Borges írt volna. Bolaño saját könyvét a kortársainak írt szerelmes levélnek titulálta. Annyi bizonyos, hogy a Vad nyomozók egy terjedelmében és témájában is ambiciózus mű, amelyben a két főhős remény és reménytelenség között járja a világot. Kalandjaikról és kusza emberi kapcsolataikról az olvasó csak mások beszámolója alapján, mintegy szájhagyomány útján értesül, és így önmagának kell a történetüket összeraknia. De ez a cselekvő olvasás adja a regény fő izgalmát és vonzerejét is. Mindeközben Bolaño költészet és irodalom iránti szeretete és rajongása végigkíséri a művet; szinte az összes megszólaló valamilyen módon kapcsolódik az irodalomhoz, az írott betűhöz.

## Kiadások
- (1998): Los detectives salvajes, Editorial Anagrama, Barcelona. 609 oldal. (1998 Premio Herralde, 1999 Premio Rómulo Gallego)

### Magyarul
- Vad nyomozók; ford. Kertes Gábor; Európa, Bp., 2013
- Vad nyomozók; ford. Kertes Gábor; 2. jav. kiad.; Európa, Bp., 2019

## Külső hivatkozások
- Roberto Bolaño: Vad Nyomozók (részlet a kiadó honlapján), Kertes Gábor fordítása
- Roberto Bolaño: Vad Nyomozók (részletek a műútban)[halott link], Kertes Gábor fordítása
- Roberto Bolaño: Vad Nyomozók (részletek a 2000-ben) Archiválva 2020. október 31-i dátummal a Wayback Machine-ben, Kertes Gábor fordítása